# Aloma Mariam Mukhtar
Aloma Mariam Mukhtar est une juriste nigériane. Elle entre dans l’histoire en devenant la première femme juge en chef du Nigeria . Elle est admise au barreau anglais en novembre 1966 et au barreau nigérian en 1967.

## Biographie
Aloma Mariam Mukhtar est née le 20 novembre 1944. Elle est de l'État d'Adamawa et commence son cursus scolaire à la Saint George's Primary School, de Zaria. Elle poursuit son éducation à la St. Bartholomew's School de Wusasa à Zaria. Elle quitte ensuite son pays natal pour l'Angleterre où elle fréquente successivement la Rossholme School for Girls de East Brent dans le Somerset en Angleterre, la Reading Technical College et la Gibson and Weldon College of Law avant d'être admise au barreau anglais en novembre 1966.

## Carrière
La carrière de Aloma Mariam Mukhtar commence  en 1967 au Ministère nigérian de la Justice où  elle gravi les échelons,,: 
- en 1971, elle travaille au Bureau du rédacteur juridique à l'agence intérimaire des services des droits communs en qualité de magistrat de grade I au gouvernement de l'État du Nord-Est.
- en 1973, elle est Greffière en chef chargée du système judiciaire du gouvernement de l'État de Kano.
- de 1977 et 1987, elle est juge de la Haute Cour de l'État de Kano.
- de 1987et 1993, elle est juge à la Cour d'appel du Nigeria, division d'Ibadan.
- de 2005 à 2012, elle est juge à la Cour suprême du Nigeria.
- de 2012 à 2014 elle est présidente de la Cour suprême du Nigeria.

Au cours de sa carrière, Aloma Mariam Mukhtara connaît de nombreuses premières :
- elle est la première femme avocate du nord du Nigeria,
- la première femme juge de la Haute Cour de l'État de Kano,
- la première femme juge de la Cour d'appel du Nigeria,
- la première femme juge de la Cour suprême du Nigeria (certaines sources ont attribué à tort cet honneur à Roseline Ukeje) et
- la première femme juge en chef du Nigeria.

## Distinctions
Au cours de sa carrière, elle reçoit plusieurs récompenses dont son admission dans l'ordre du Niger en tant que commandeur en 2006.  Avant cela, en 1993, elle reçoit une Gold Merit Award pour sa contribution au développement du droit dans l'État de Kano et est également intronisée au Nigérian Hall of Fame en 2005. Le 16 juillet 2012, le président Goodluck Jonathan lui fait prêter serment en tant que 13e juge en chef du Nigeria  la distingue en lui décernant la distinction nationale nigériane de grand commandeur de l'ordre du Niger,,.